# Wedendorfersee
Wedendorfersee è un comune del Meclemburgo-Pomerania Anteriore, in Germania.

Appartiene al circondario (Landkreis) del Meclemburgo Nordoccidentale (targa NWM), ed è parte della comunità amministrativa (Amt) di Rehna.

## Storia
Il comune di Wedendorfersee fu creato il 1º luglio 2011 dalla fusione dei 2 comuni di Köchelstorf e Wedendorf.